# Erebochlora apiciflava
Erebochlora apiciflava là một loài bướm đêm trong họ Geometridae.